# ローソンCSほっとステーション
ローソンCSほっとステーション（ローソンシーエスほっとステーション）は、ローソン店内で放送している店内放送。1996年6月放送開始。

## 概要
ローソンが独自に放送している店内放送で全てのローソン店舗で放送されている。店舗内を快適にし生活情報を流すことで地域密着を目指し快適な買い物空間を目指し放送されている。
当初は「ローソンほっとステーション」として有線放送事業者の回線を使用して放送していた。その後CS放送に変わり、現在の「ローソンCSほっとステーション」と名前を変えた。しかし、2008年頃に店内設置のLoppiが切り替わった際に、ブロードバンド回線を介しての放送に切り替わった。その為本来はCS放送ではないが、“CS”の名前だけがそのまま残っている。
店内で流れている曲名は、公式サイト上で確認することができる。また、放送途中にBGMで時間調節する時間帯があるが、その中で使用されている曲は『プロ野球ニュース』でCM前に使用されていたものがある。
元々はローソンの経営統合元であった「サンチェーン」が行なっていった「サンチェーン放送局」から始まる。但しサンチェーン放送局は放送時間を限って一時間程度の番組とし、他の時間は有線放送のBGMであったが、ローソンCSほっとステーションは終日独自番組で放送している。
2014年11月7日にニュース提供元である読売新聞が発行する読売中高生新聞とのタイアップ企画で音声部門の受賞者に限り『ローソンCSほっとステーション』を1〜2週間程度放送する。
2018年4月19日からはAmazon Echo（Amazon Alexa）、2018年8月7日からはClova WAVE（Clova）、2019年6月28日からはGoogle Home（Google アシスタント）で「ローソンラジオ」として店内放送が配信されている（一部コンテンツは権利関係のため配信されない）。

## 放送時間
- 24時間

## 主な放送内容
- PICK UP ARTIST - マンスリーでピックアップされるレコメンドアーティストの曲をかける
- LAWSON HEADLINE NEWS - 読売新聞提供のニュースを放送する。公式サイトのタイムテーブルでは7時台・8時台は「朝のニュース」、12時台・13時台は「昼のニュース」、18時台・19時台は「夜のニュース」と表記されているが、読み上げは一貫してこのタイトルである。
- 星占い - 7〜9時台の15分から放送される12星座占い
- LAWSON SPORTS NEWS - スポーツニュース。公式サイトのタイムテーブルでは7時台・9時台は「朝のスポーツ」、11時台・12時台は「昼のスポーツ」、17時台は「夕方のスポーツ」、18時台以降は「夜のスポーツ」と表記されているが、読み上げは一貫してこのタイトルである。
- LAWSON WEATHER - 随時放送される天気予報。「LAWSON WEATHER、○○地方の天気です」（○○は広域の地域名が入り、「関東地方」などと呼称）の一言から始まる。
- エンタテインメント - エンタテインメントの最新情報。水・土はオリコン提供。
- デートブック - いわゆる「今日は何の日」。放送日にあった出来事を紹介する
- クルーリクエスト - 全国のローソンクルー（店員）から寄せられたリクエストを流す。金曜3:00に更新される。
- LAWSON REQUEST SHOW - 斉藤リョーツが進行する。ローソンCSほっとステーション公式サイト内のリクエストフォームから寄せられたローソンユーザーのリクエストに応える。※月曜日を除く。

この合間に様々な楽曲、CM、時報を混ぜる。ただし、朝の時間帯などはコーナー開始時刻が固定されている（放送業界で言う確定）ため、音楽やCMが切られることもしばしばある。
また、様々なタイアップ企画として関係人物が出演して特別な店内放送を行う例もしばしばある。
以前は「ローソンタイムシグナル、○時です」の女声のあとに鐘の音（正時のBEEP音）がなっていたが、2013年現在は時間帯に合わせた挨拶（ex:夜間帯だと「今日も一日お疲れさま」）のあとに「○時です」となり、58秒からピッ・ピッ・シュンッ（何かが駆けていくような音）がなる。尚、11時前と16時前は時報が流れる前にキユーピー3分クッキングのテーマ曲「おもちゃの兵隊のマーチ」が流れる。これは、店内で販売される揚げ物などの惣菜を調理する時間の合図であるため。

## パーソナリティ
- 岸本梓

### 過去のパーソナリティ
- 斉藤リョーツ
- 皆口裕子 - 「ローソンほっとステーション」時代担当